# 李敷 (北魏)
李敷（？—470年），字景文，赵郡平棘县（今河北赵县）人，中国南北朝北魏政治人物，李顺长子。

## 生平
李敷性情谦恭，好文学。魏太武帝太平真君二年（441年）选入中书教学。後为中散大夫，与博士李訢等一起参机密，给事东宫。魏文成帝即位，深得皇帝宠信。和平二年，魏文成帝拓跋濬南巡，从定州前往邺城，三月丁巳朔（461年3月27日），魏文成帝在灵丘亲自射箭越过山峰，左卫将军、南部折纥真、平棘子李敷跟随参与了这次南巡。官至秘书下大夫、散骑常侍、南部尚书，转任中书监，兼任内外秘书，袭爵高平公。朝政大议，事无不关。他的弟弟李弈被冯太后宠爱。中秘书李訢列明其罪二十余条，上奏魏献文帝。献文帝大怒，皇兴四年（470年）李敷兄弟亲族一同被杀。